# Pasiasula
Pasiasula es un género de arañas cangrejo de la familia Thomisidae. Contiene una sola especie, Pasiasula eidmanni. La especie fue descrita por Carl Friedrich Roewer en 1942.
EL género aparece registrado en una sección de la publicación Veröff. Dtsch. Kolon. Mus. Bremen, 3 de 1942.

## Distribución
Se distribuye por África, en Guinea Ecuatorial.